# Mistrzostwa Wspólnoty Narodów w Zapasach 2005
IX Mistrzostwa wspólnoty narodów w zapasach w rozgrywane były w południowoafrykańskim mieście Stellenbosch, w dniach 30 czerwca - 2 lipca 2005 roku, w hali gimnastycznej Stellenbosch University.

## Tabela medalowa
Gospodarz zawodów został zaznaczony kolorem.
| Poz.    | Państwo           |    |    |    | Łącznie |
| 1       | Indie             | 16 | 7  | 5  | 28      |
| 2       | Kanada            | 2  | 3  | 1  | 6       |
| 3       | Południowa Afryka | 1  | 7  | 7  | 15      |
| 4       | Australia         | 1  | 0  | 0  | 0       |
| -       | Kamerun           | 1  | 0  | 0  | 1       |
| 6       | Nigeria           | 0  | 2  | 0  | 2       |
| 7       | Namibia           | 0  | 0  | 1  | 1       |
| -       | Pakistan          | 0  | 0  | 1  | 1       |
| Łącznie | Łącznie           | 21 | 19 | 15 | 55      |

## Rezultaty

### Mężczyźni

#### Styl klasyczny
| Konkurencja         | Złoto               | Srebro                 | Brąz            |
| Kategoria do 55 kg  | Kripa Shankar Patel | Tiebiri Godswill       | Mukesh Khatri   |
| Kategoria do 60 kg  | Ravinder Singh      | Yogeshwar Dutt         | Christo Brummer |
| Kategoria do 66 kg  | Gurbinder Singh     | Raynard Mouton         | Sushil Kumar    |
| Kategoria do 74 kg  | Hassan Shahsavan    | Sanjay Kumar           | Ramesh Kumar    |
| Kategoria do 84 kg  | Jonathan Rioux      | Pieter Gouws           | Kuldeep Singh   |
| Kategoria do 96 kg  | Satish Kumar        | John Short             | Nico Jacobs     |
| Kategoria do 120 kg | Markus Dekker       | Palwinder Singh Cheema | Jurie Reichel   |

#### Styl wolny
| Konkurencja         | Złoto                  | Srebro          | Brąz                  |
| Kategoria do 55 kg  | Kripa Shankar Patel    | Denver Jansen   | Gertije van der Merwe |
| Kategoria do 60 kg  | Yogeshwar Dutt         | Ravinder Singh  | Christo Brummer       |
| Kategoria do 66 kg  | Sushil Kumar           | Shokindra Tomar | Tim Wadsworth         |
| Kategoria do 74 kg  | Ramesh Kumar           | Tyler Marghetis | Corne Erasmus         |
| Kategoria do 84 kg  | Anuj Kumar             | Jonathan Rioux  | Pieter Gouws          |
| Kategoria do 96 kg  | Anil Mann              | David Zilberman | Kakoma Bella-Lufu     |
| Kategoria do 120 kg | Palwinder Singh Cheema | Rajiv Tomer     | Bashir Bhola Bhala    |

### Kobiety

#### Styl wolny
| Konkurencja        | Złoto             | Srebro              | Brąz          |
| Kategoria do 48 kg | Nirmala Devi      | Schantell Tintinger | ----          |
| Kategoria do 51 kg | Meena             | Sammy Oziti         | ---           |
| Kategoria do 55 kg | Neha Rathi        | Magdeleine van As   | ----          |
| Kategoria do 59 kg | Alka Tomar        | ----                | ----          |
| Kategoria do 63 kg | Geetika Jakhar    | ----                | ----          |
| Kategoria do 67 kg | Martine Dugrenier | Sonja Coetzee       | Anita Sheoran |
| Kategoria do 72 kg | Laure Ali         | Jyoti               | ----          |